# Schempp-Hirth Discus-2
Schempp-Hirth Discus-2 er et standard-klasse svævefly produceret af Schempp-Hirth siden 1998. Det erstattede det succesfulde Schempp-Hirth Discus.

## Design og udvikling
Umiddelbart ligner den næsten halvmåneformede vingeforkant forkanten fra Discus, men den er aftrappet i tre trin. Der er tale om en helt ny vingesektion. Den to-trins indsnævring ud mod vingetippen er meget mere fremtrædende end hos Discus. Det er muligt at få vinger med winglets som option. Konkurrenceversionen med smal krop kaldes Discus-2a, mens versionen med bredere krop kaldes Discus-2b. Kroppen er designet til at yde god beskyttelse ved havari. Typen anvendes af det amerikanske flyvevåben under betegnelsen TG-15B.
Discus-2 har haft nogen succes, omend konkurrencen fra Rolladen-Schneider LS8 og Alexander Schleicher ASW 28 har ført til, at afsætning ikke har kunnet måle sig med forgængerens, som var ubesejret gennem mange år.
En version med 18m spændvidde og med mulighed for kortere vinger til anvendelse i standard-klassen, blev frigivet i 2004 under navnet Discus-2c. Denne version fås også med hjemhentningsmotor og benævnes da Discus-2cT.

## Varianter
Discus-2a
Produktions- og konkurrence-variant med 15 m spændvidde og snæver krop; 0,54 m bred og 0,75 m høj.
Discus-2b
Produktions-variant med 15 m spændvidde og bredere krop; 0,62 m høj og 0,81 m høj.
Discus-2T
"Turbo"-variant med 15 m spændvidde og en 15,3 kW SOLO 2350 to-takts, tocylindret hjemhentningsmotor.
Discus-2c
Produktions-variant med mulighed for både 15 m og 18 m spændvidde.
Discus-2cT
"Turbo" variant med mulighed for både 15 m og 18 m spændvidde og en 15,3 kW SOLO 2350 to-takts, tocylindret hjemhentningsmotor.
Discus-2c FES
Produktions-variant med mulighed for både 15 m og 18 m spændvidde og elektrisk hjemhentningsmotor i næsen (Front Electric Sustainer, FES).